# 新圍站
新圍站（英語：San Wai Stop）是港鐵輕鐵車站。代號160，屬單程車票第3收費區(北行方向是首個單程車票第3收費區的車站)，共有2個月台。車站位於田景路近新圍苑，在新圍苑對出，為新圍站及周邊地區居民提供服務。

## 車站構造

### 車站樓層
| 地面              | 出口 | 新圍苑 |   |  |
| 地面              | 月台 | \| 側式 · 開左邊车门 \| \| \| \| \| \| \| \| 輕鐵505綫往兆康（良景） 輕鐵507綫往田景（良景） 輕鐵615綫往元朗（良景） 輕鐵615P綫往兆康（良景） \| 1 \| \| \| \| 2 \| 輕鐵505綫往三聖（石排） 輕鐵507綫往屯門碼頭（大興（北）） 輕鐵615綫往屯門碼頭（石排） 輕鐵615P綫往屯門碼頭（石排） \| \| \| \| 側式 · 開左邊车门 \| \| \| \| \| |   |  |
| 地面              | 出口 | 田景路、田景邨 |   |  |
| 側式 · 開左邊车门 |      | |   |  |
|                   |      | 輕鐵505綫往兆康（良景） 輕鐵507綫往田景（良景） 輕鐵615綫往元朗（良景） 輕鐵615P綫往兆康（良景） | 1 |  |
|                   | 2    | 輕鐵505綫往三聖（石排） 輕鐵507綫往屯門碼頭（大興（北）） 輕鐵615綫往屯門碼頭（石排） 輕鐵615P綫往屯門碼頭（石排） |   |  |
| 側式 · 開左邊车门 |      | |   |  |

### 車站周邊
- 新圍苑
- 新圍苑停車場
- 兆畦苑
- 田景邨
- 良景邨

### 利用情況
本站位於田景邨及新圍苑旁，但由於它與良景邨多數樓宇均較近良景站，加上良景站有商場直接連接車站，本站乘客使用量低於良景站。
逢星期一至五（公眾假期除外）上午7時30分至8時30分，到達本站2號月台的列車均須停在指定位置上落客。
- 507線、615線及615P線會於前半部分停泊；505線則會於後半部分停泊。

## 外部連結
- 港鐵公司 - 輕鐵及巴士服務 - 輕鐵街道圖 （页面存档备份，存于）
- 港鐵公司 - 輕鐵及巴士服務 - 輕鐵行車時間表 （页面存档备份，存于）